# Muzeum Lat Dziecięcych Kardynała Stefana Wyszyńskiego w Zuzeli
Muzeum Lat Dziecięcych Kardynała Stefana Wyszyńskiego w Zuzeli – muzeum, położone we wsi Zuzela (powiat ostrowski), działające przy tutejszej parafii Przemienienia Pańskiego. Jej zbiory poświęcone są osobie kardynała Stefana Wyszyńskiego.
Muzeum powstało w 1990 roku. Jego siedzibą są pomieszczenia budynku dawnej wiejskiej szkoły, w której Stefan Wyszyński pobierał naukę, o czym informuje pamiątkowa tablica. Wewnątrz odtworzono wnętrza: domu mieszkalnego państwa Wyszyńskich (z częściowo zachowanym oryginalnym wyposażeniem) oraz klasy szkolnej z początku XX wieku. Ponadto w zbiorach znajdują się pamiątki po osobie Prymasa Tysiąclecia: zdjęcia, dokumenty, medale.
Muzeum jest czynne codziennie. Zbiorami opiekują się siostry ze Zgromadzenia Sióstr Służebniczek NMP Niepokalanej.